# Урух (река)
Уру́х (в верхнем течении — Харвес; осет. Ирӕф, Ӕрӕф, кабард.-черк. Урыху) — горная река в Северной Осетии и Кабардино-Балкарии. Левый приток Терека. Длина 104 км. Начинается от ледников Мосотацете и Харвес в Дигорском ущелье Северной Осетии. Площадь водосборного бассейна — 1280 км². Средний расход воды в 47 км от устья — 20,2 м³/с.

## Этимология
По данным Цагаевой А. Д. название реки произошло от неправильного написания на картах осетинского Ираф → Урюф → Урух. При этом само слово урух тоже осетинское и означает «широкий». Сами осетины назвают реку «Ирӕф» («Ӕрӕф» — иронский диалект), также как и название Ирафский района. По версии ираниста Васо Абаева, содержит в себе компоненты ir и *af, первый из которых — этноним осетин-иронцев, а второй означает «вода» на большинстве восточно-иранских языков, в том числе и на скифском.
По данным Е. М. Поспелова, гидроним означает «речка», из тюркского ур — «вода» и -ух — аффикс уменьшительности.

## Описание

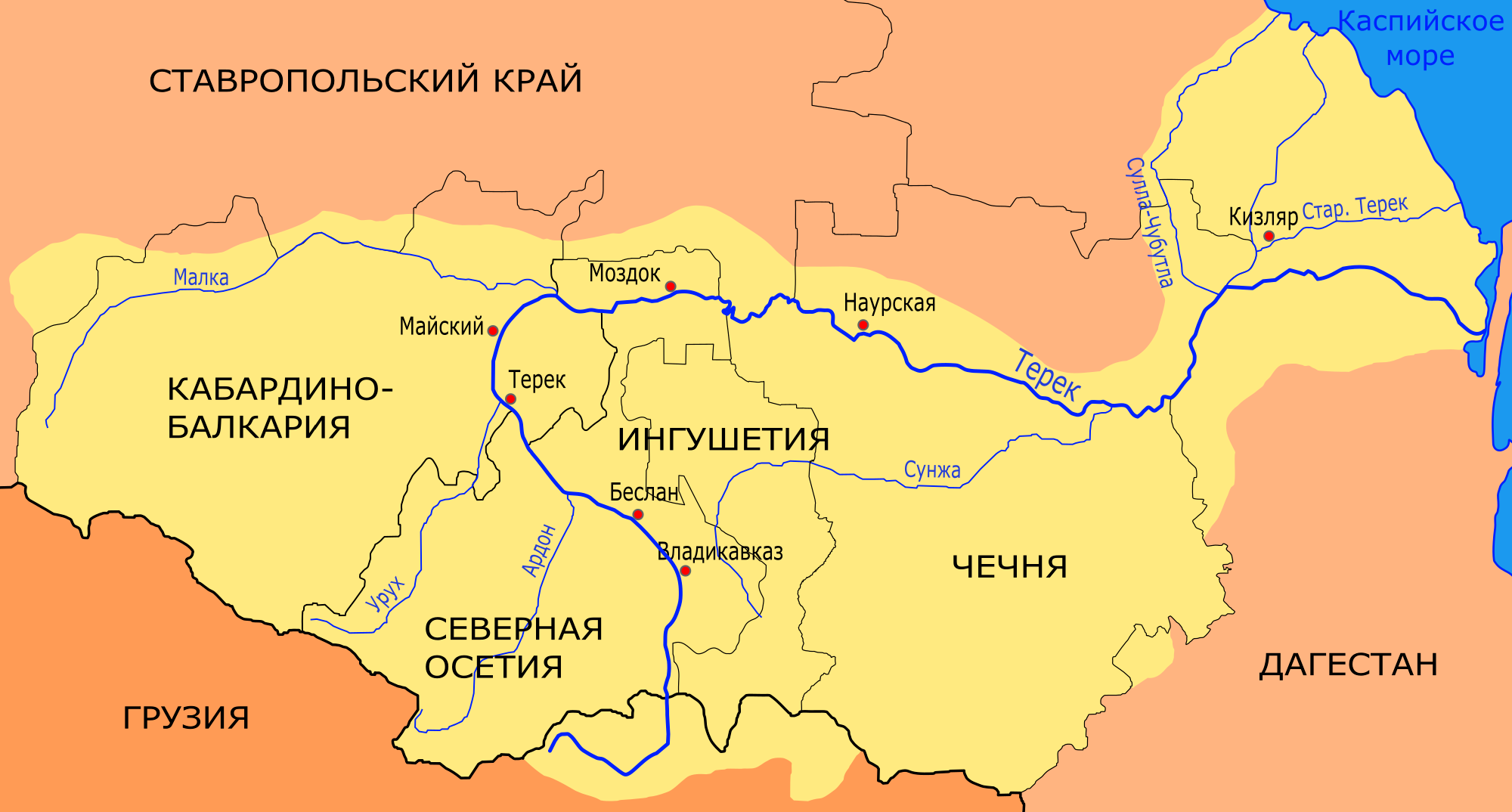
Бассейн Терека

В Урух впадает несколько других рек (напр. Караугомдон, Танадон, Айгамуга, Хазнидон), также берущих начало с мощных ледников. Урух течёт по глубокому живописному ущелью (см. Дигорское ущелье). Необыкновенно величественно оно в месте, известном под именем Ахшинта, где Урух прорезает в Скалистом хребте узкую щель перед выходом на плоскость гряды Чёрных гор, образуя каньон, который иногда называют Дигорской тесниной.
Урух впадает в Терек вблизи станицы Александровская. В нижнем течении разбивается на множество притоков и рукавов. Вдоль долины реки расположено несколько селений: Стур-Дигора, Куссу, Одола, Моска, Мацута и др.